# Federação dos Povos e Organizações Indígenas de Mato Grosso
Federação dos Povos e Organizações Indígenas de Mato Grosso (referida pela sigla FEPOIMT) é uma organização sem fins lucrativos responsável pelo diálogo entre as etnias indígenas de Mato Grosso com a sociedade, instituições, ONGS e órgãos governamentais. Criada em 2016 na  Aldeia Umutina, localizada no município de Barra do Bugres, atualmente está sediada em Cuiabá, tendo sua formalização institucional no ano de 2017 .
Suas atribuições políticas são voltadas a garantia dos territórios indígenas, da regularização fundiária, controle do desmatamento, da saúde indígena, desenvolvimento econômico sustentável aliado à gestão ambiental e organização na produção e realização de programas, projetos, oficinas locais e regionais, visitas técnicas e criação de grupos de apoio.
Atualmente a organização tem atuação em sete regiões em Mato Grosso, sendo elas: Cerrado, Pantanal, Kayapó Norte, Médio Araguaia, Noroeste, Vale do Guaporé, Xavante e Xingu, onde se conecta aos 43 povos indígenas existentes em todo o território estadual. A FEPOIMT busca garantir o protagonismo e a autonomia dos indígenas na luta pelos direitos dos povos originários..

## Projetos e Atuação
A Fepoimt entre os anos de 2018 e 2020, apoiou junto à Secretaria de Estado de Meio Ambiente de Mato Grosso na representação de povos indígenas e consulta para implementação do Subprograma Territórios Indígenas do Programa REM MT, para conservação de florestas, redução do desmatamento e dos gases de efeito estufa e promoção da segurança alimentar nas aldeias duramente a pandemia da Covid-19.
Em 2023 a presidente da organização Eliane Xunakalo foi recebida pelo governador do estado de Mato Grosso, Mauro Mendes e esteve em reunião com reitoria da UNEMAT na cidade de Cáceres para tratar da população indígena no Ensino Superior no estado e participou do Primeiro Acampamento Terra Livre (ATL) Regional de Mato Grosso.

## Presidência da FEPOIMT
A atual presidente da Federação dos Povos Indígenas de Mato Grosso é Eliane Xunakalo, indígena da etnia Kurâ Bakairi, da Terra Indígena Santana, situada no município de Nobres – MT. 